# Carta de David Ben-Gurión de 1937
La carta de David Ben-Gurión de 1937 es una carta escrita por el propio Ben-Gurión, entonces jefe del comité ejecutivo de la Agencia Judía, a su hijo Amós el 5 de octubre de 1937. La carta es muy conocida entre los estudiosos, ya que da una idea de la reacción de Ben-Gurión al informe de la Comisión Peel, publicado el 7 de julio del mismo año. También ha sido objeto de un importante debate entre los estudiosos como resultado del texto garabateado que puede o no puede proporcionar evidencia por escrito de su intención de «expulsar a los árabes», dependiendo de la interpretación de que dicha eliminación era pretendida por Ben-Gurión.
El manuscrito original de la carta se encuentra actualmente en el Archivo de las FDI.

## La carta

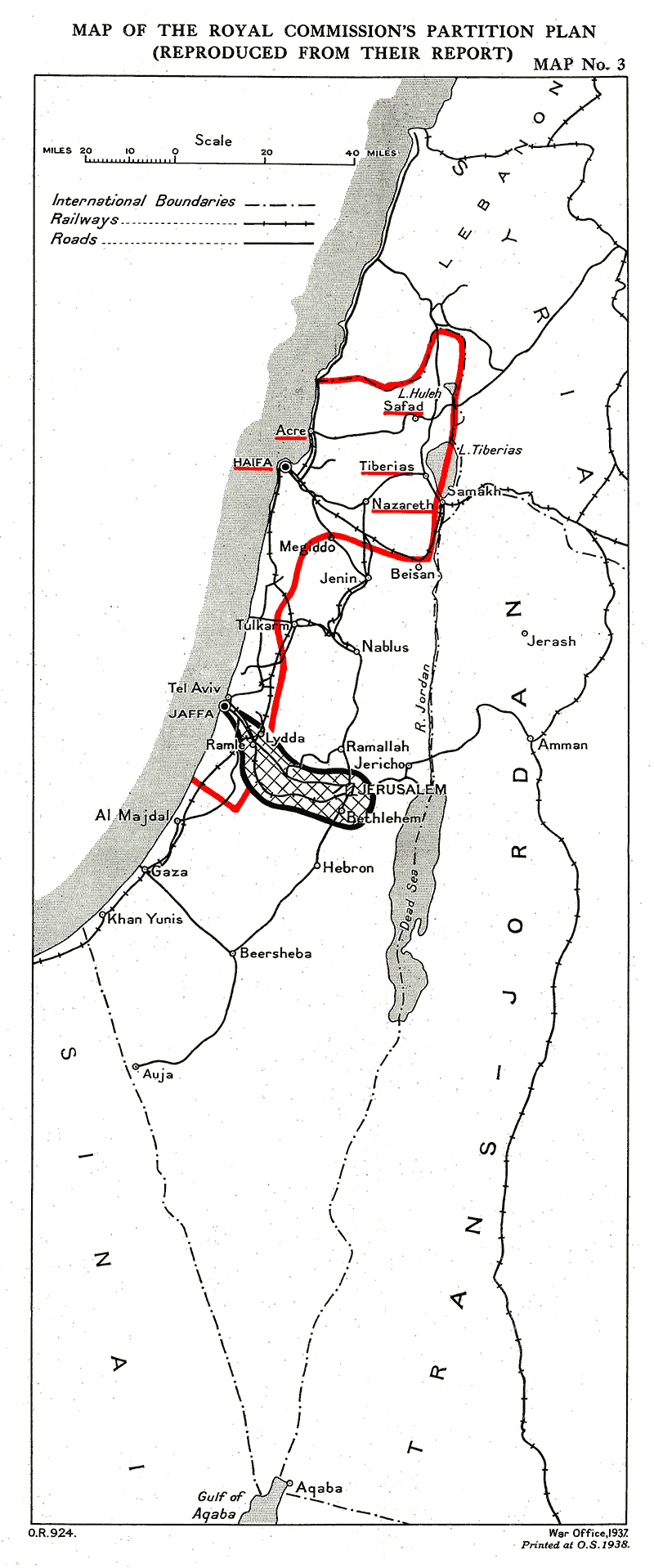
Informe de propuesta de partición de la Comisión Peel. La línea roja muestra el Estado judío propuesto.

La carta fue originalmente escrita a mano en hebreo por David Ben-Gurión, y tenía la intención de informar a su hijo Amós, que entonces vivía en un kibutz, sobre las últimas consideraciones políticas. En la carta de Ben-Gurion éste explica su reacción al Informe de la Comisión Peel de julio de 1937, proporcionando argumentos sobre por qué su hijo no debería estar preocupado por la partición recomendada en el Mandato de Palestina. La Comisión había recomendado la partición en un Estado árabe y otro judío, junto con un traslado de poblaciones de c. 225,000 árabes de la tierra asignada al Estado judío. Ben-Gurión declaró su creencia de que la partición sería sólo el comienzo. El mismo sentimiento fue registrado por Ben-Gurión en otras ocasiones, como en una reunión del ejecutivo de la Agencia Judía en junio de 1938, así como por Jaim Weizmann. En la carta, Ben-Gurión escribió:
¿El establecimiento de un estado judío [en sólo una parte de Palestina] por adelantado o retardar la conversión de este país en un país judío? Mi suposición (que es por eso que soy un defensor ferviente de un estado, a pesar de que está ahora vinculado a la partición) es que un estado judío sobre sólo una parte de la tierra no es el fin sino el comienzo [...]. Esto es debido a este aumento de la posesión es de importancia no sólo en sí mismo, sino porque a través de él aumentamos nuestra fuerza, y cada aumento en la fuerza ayuda en la posesión de la tierra en su conjunto. El establecimiento de un estado, aunque sólo en una parte de la tierra, es el refuerzo máximo de nuestra fortaleza en la actualidad y un poderoso impulso a nuestros esfuerzos históricos para liberar a todo el país.
La Comisión Peel había asignado el desierto del Néguev al estado árabe, a causa de la colonización judía muy limitada en la región. Ben-Gurión sostuvo en la carta que la asignación del Néguev al Estado árabe estaba asegurada pero que sería estéril, porque los árabes «ya tienen una abundancia de desiertos pero no de mano de obra, recursos financieros, o iniciativa creativa». Ben-Gurión señaló que podría necesitarse el uso de la fuerza para garantizar el derecho de los judíos a asentarse en la zona, ya que «[...] ya no podemos tolerar que los vastos territorios capaces de absorber decenas de miles de judíos deban permanecer vacantes, y que los judíos no puedan regresar a su patria porque los árabes prefieren que el lugar [el Néguev] permanezca ni nuestro ni suyo».

## Texto en disputa

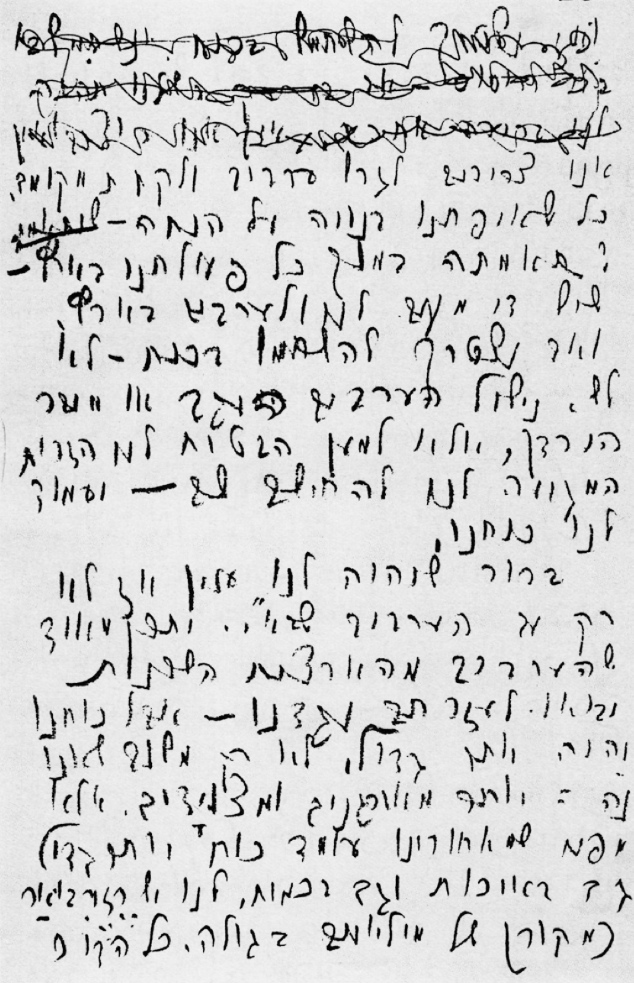
Un extracto de la carta que muestra el texto en disputa en la parte superior.

Benny Morris, en su libro de 1988 The Birth of the Palestinian Refugee Problem, 1947-1949 cita de la carta de Ben-Gurión el párrafo discutiendo sobre el Néguev: «Debemos expulsar a los árabes y ocupar su lugar [...]», habiendo tomado la cita de la versión en inglés del libro de Shabtai Teveth de 1985 Ben-Gurion and the Palestine Arabs. La crítica de Efraim Karsh más adelante discutió el texto garabateado final inmediatamente antes de esta redacción, que si se incluye revertiría el significado de la cita.
Morris explicó más tarde que «El problema era que en la copia manuscrita original de la carta depositada en el Archivo de las FDI, que consulté después fue criticada mi cita, hubo varias palabras tachadas en el medio de la sentencia correspondiente, haciendo que se mantuvo como ‹Debemos expulsar a los árabes [...]›. Pero Ben-Gurión raramente hacia correcciones en todo lo que había escrito, y este pasaje no estaba en consonancia con el espíritu del párrafo en el que se inserta. Se sugirió que el cruce fuera hecho por algunos en otra parte, más adelante — y que la sentencia, cuando las palabras que fueron tachadas fueron restauradas, se entiende lo que Ben-Gurión quiso decir: dijo exactamente lo contrario (‹No debemos expulsar a los árabes [...]›)».
En cuanto al tenor general de la crítica, Morris escribió más tarde que «[...] el foco de mis críticos sobre esta cita fue, en cualquier caso, nada más que (esencialmente una mendaz) pista falsa — como en otros lugares, en declaraciones inexpugnables, Ben-Gurión en este momento apoyó en repetidas ocasiones la idea de ‹transferir› (o expulsar) árabes, o fuera de la zona de lo que iba a ser el Estado judío, ya sea ‹voluntariamente› o por compulsión. Había buenas razones para la aprobación de Ben-Gurión de transferencia: la Comisión Peel británica la había propuesto, los árabes rebeldes en Palestina estaban decididos a arrancar de raíz la empresa sionista, y los judíos de Europa, bajo la amenaza de la destrucción, se encontraban en extrema necesidad de un refugio seguro, y Palestina no podía servir como uno, siempre y cuando los árabes atacaban al Yishuv y, como resultado, los británicos estaban restringiendo el acceso judío al país».
Ilan Pappé en su artículo de 2006 The 1948 Ethnic Cleansing of Palestine, publicado como un preámbulo a su posterior libro The Ethnic Cleansing of Palestine, citó a Ben-Gurión como habiendo escrito «Los árabes se tendrán que ir, pero se necesita un momento oportuno para hacerlo posible, como una guerra» aunque en la primera edición del libro completo las comillas estaban alrededor únicamente en las palabras «Los árabes se tendrán que ir». Más tarde Nick Talbot afirmó que la segunda parte de la frase, además de que por error se publicó originalmente entre comillas, fue una paráfrasis justa y exacta de las fuentes de proporcionadas por Pappé — la introducción en la revista de Ben-Gurión con fecha 12 de julio de 1937 y la página 220 de la edición de agosto-septiembre de 1937 de la Nueva Judea. El error de Pappé fue señalado por primera vez por Benny Morris en 2006, y difundido por el grupo de apoyo CAMERA en 2011. El Journal of Palestine Studies escribió en 2012 que: «Este problema es el más convincente en vista de un artículo (por un funcionario CAMERA) que afirma que la cita atribuida a Ben-Gurión (tal como aparece en el artículo de JPS) es una fabricación completa, una ‹falsedad›. Incluso teniendo en cuenta el error de puntuacion, esta afirmación está totalmente en desacuerdo con el registro conocido de la posición de Ben-Gurión al menos a partir de finales de 1930». CAMERA había proporcionado la carta manuscrita original de Ben-Gurión, y no solo acusó de que la frase pertinente había sido traducida incorrectamente, sino que el artículo también había interpretado incorrectamente el contexto de la carta.

### Traducciones
- Carta de David Ben-Gurión a su hijo Amós, escrita el 5 de octubre de 1937, obtenida a partir de los Archivos Ben-Gurión en hebreo y traducida al Inglés por el Institute of Palestine Studies, Beirut.
- Ben-Gurion, David (1971), Letters to Paula, Vallentine Mitchell, p. 153, ISBN 9780853031390.. Traducción de Mikhtavim el Polah ve-el ha-yeladim (1968), por Aubrey Hodes.
- Teveth, Shabtai (1985), Ben-Gurion and the Palestinian Arabs: from peace to war, Oxford University Press, p. 189, ISBN 9780195035629.

### Estudios académicos
- JPS (2012), «JPS Responds to CAMERA's Call for Accuracy: Ben-Gurion and the Arab Transfer», Journal of Palestine Studies (University of California Press) 41 (2): 245-250, doi:10.1525/jps.2012.xli.2.245.
- Michael Rubin y Benny Morris (2011), Quoting Ben Gurion: An Exchange Archivado el 20 de octubre de 2014 en Wayback Machine.. Commentary (revista).
- Pappe, Ilan (2006), «The 1948 Ethnic Cleansing of Palestine», Journal of Palestine Studies (Institute for Palestine Studies) 36 (1): 6-20.
- Karsh, Efraim (2000), Fabricating Israeli History: The "new Historians", Taylor & Francis, ISBN 9780714680637.
- Masalha, Nur (1992), Expulsion of the Palestinians: The Concept of "Transfer" in Zionist Political Thought, 1882-1948, Inst for Palestine Studies, ISBN 9780887282355.
- Masalha, Nur (1991), «A Critique of Benny Morris», Journal of Palestine Studies (Institute for Palestine Studies) 21 (1): 90-97, JSTOR 2537367, doi:10.1525/jps.1991.21.1.00p0067z.

- Datos: Q18324499